# Europahalle Karlsruhe
Die Europahalle ist eine Veranstaltungshalle in Karlsruhe, Baden-Württemberg, die ein Fassungsvermögen von bis zu 4800 Plätzen hat.

## Ausstattung
Sie umfasst eine Haupthalle mit vier Hallenteilen (ges. 2200 m² Nutzfläche), 200 m Tartanbahn, Leichtathletiktrainingsfläche, Kraftraum und eine Aufwärmhalle 27 m × 15 m. Mit einer Sitzplatzkapazität von 6500 (2800 fest eingebaute Tribünenplätze, 1200 Plätze durch variable Tribünenelemente, 2500 Plätze durch zusätzliche Tribünenelemente) und 2500 Stehplätzen kommt die Europahalle auf eine Gesamtkapazität von 9000 Steh- und Sitzplätzen. Seit der Wiedereröffnung 2024 ist die Maximalkapazität auf 4800 beschränkt.
Daneben bietet der Komplex die durch eine Faltwand teilbaren Karl-Benz-Säle (KBS 1+2 = 260 m²) sowie den Karl-Wolf-Saal (208 m²) für verschiedene Veranstaltungen und 2.200 Parkplätze.
Eine bauliche Besonderheit der Europahalle ist die Dachkonstruktion, welche lediglich von zwei Stahlseilen getragen wird.

## Nutzung
Die Halle war 1989 eine der Wettkampfstätten für die damals in Karlsruhe ausgetragenen World Games.
Während der Basketball-Europameisterschaften 1985 und 1993 fanden in der Europahalle mehrere Spiele statt. Der Basketball-Bundesligist BG Karlsruhe trug in der Halle seine Heimspiele aus. Im Tennis fanden 1989, 1995 und 2002 Spiele des Davis Cup in der Halle statt. Da die Halle eine der wenigen in Deutschland war, die auch als Leichtathletik-Halle konzipiert war, fanden in ihr jahrelang immer wieder Leichtathletik-Meetings wie das Indoor Meeting Karlsruhe statt.
Auch zahlreiche Konzerte von nationalen und internationalen Musikstars wie Bryan Adams, Chris de Burgh, Joe Cocker, Die Ärzte, Die Toten Hosen, Herbert Grönemeyer, der Kelly Family und Pur und Auftritte von Komikern wie Mario Barth und Atze Schröder fanden in der Europahalle immer wieder statt.

## Schließung, Sanierung und Wiedereröffnung
Ab Juni 2014 stand die Europahalle für Veranstaltungen mit über 200 Personen nicht mehr zur Verfügung. Ein Brandschutzgutachten, das die Stadt Karlsruhe als Eigentümerin in Auftrag gegeben hatte, kam zu dem Ergebnis, dass die Halle nicht mehr in allen Bereichen dem aktuellen Stand der Sicherheits- und Gebäudetechnik für Großveranstaltungen entspricht. Bei Veranstaltungen mit Besucherzahlen über 200 Personen bestünden vor allem in den Bereichen Lüftung und Entrauchung Mängel. Dessen ungeachtet könne der Schul- und Vereinssport weiterhin in der Halle stattfinden.
Im September 2017 erteilte die Stadt Karlsruhe dem Basketball-Zweitligisten PS Karlsruhe Lions per Ausnahmeregelung die Erlaubnis, ab dem 16. Dezember 2017 seine Heimspiele in der Europahalle auszutragen. Dabei wurde ein Fassungsvermögen von bis zu 1500 Zuschauer zugelassen. Ende März 2019 stimmte der Karlsruher Gemeinderat für eine Sanierung der Halle ab 2021, um nach dem Abschluss der Arbeiten Veranstaltungen mit einem Zuschaueraufkommen von bis zu 4800 Besuchern durchführen zu können. Dafür wurden Kosten in Höhe von 30 Millionen Euro veranschlagt, Ende 2023 wurde als Abschlusszeitpunkt der Bauarbeiten angegeben. Die Wiedereröffnung wurde Ende 2023 auf den Juli 2024 verschoben. Einem auch in Erwägung gezogenen Abriss der Europahalle wurde eine Absage erteilt.
Die Fertigstellung und Wiedereröffnung fand im Oktober 2024 statt. Künftig dürfen bei Veranstaltungen maximal 4800 Besucher anwesend sein, zudem darf die Halle künftig nur noch für Sport genutzt werden.